# برنديسية متسلقة
برنديسية متسلقة (الاسم العلمي: Brandisia scandens) هي نوع من النباتات تتبع جنس البرنديسية من فصيلة البولفينية.